# Pierre Thézé
Pierre Theze (del francés: Pierre Thézé), nacido en 1913 en Angers y fallecido en 1999 , fue un escultor, pintor y diseñador francés. Ganador del Premio de Roma en 1945. 

## Datos biográficos
Nacido en 1913 en Angers, Francia.
Comienza su formación artística en la Escuela de Bellas Artes de Angers.
Alumno de la Escuela Nacional Superior de Bellas Artes de París. Allí asiste al taller de Raymond Legueult
La producción artística del principio de su carrera está influida por el estilo art déco. De la década de 1940 es , por ejemplo, un relieve en bronce titulado "Adan y Eva", en el que lasse representan las figuras de los dos personajes bíblicos de forma estilizada, y se incluye la manzana y la serpiente como un icono.
En 1945, con 32 años, obtuvo el Premio de Roma en escultura, con el relieve en yeso titulado Afrodita y Teseo (del francés: Aphrodite et Thésée)
Durante el periodo entre 1946 y 1949, es alumno de la academia de Francia en Roma, pensionado en la Villa Médici. Siendo director de la Academia el compositor Jacques Ibert.
En 1950 , realizó un Viacrucis en relieve, para la capilla del seminario de Angers. Tallado en piedra de colores ocres, las figuras de la pasión de Cristo están dibujadas mediante cortes rectos en la piedra. El conjunto presenta una sutil policromía, al tener las zonas de piel pigmentadas en color naranja.
Antes de 1953 ya era profesor de la Escuela de Bellas Artes de Angers. Entre sus alumnos se encuentra Jacky Bluteau (n. 1933).
Hacia 1954, realizó un busto del Cardenal Suhard , encargado por la diócesis de Laval.
Del 3 de febrero al 15 de marzo de 1973 presentó en Angers la exposición titulada Expresiones textiles nórdicas (en francés: Exposition Expressions textiles nordiques: Angers, France, 3.2 - 15.3.73, junto a Daniel Chompré y Claude Martineau. Como suplemento a la exposición el Museo de bellas artes de la ciudad editó un libro-catálogo.
En el año 2000, la Escuela regional de Bellas Artes de Angers (del francés: Ecole régionale des beaux-arts d'Angers) ya había inaugurado una sala de exposiciones con el nombre Pierre Thézé.
En 2007, el Viacrucis del Seminario de Angers fue trasladado a la sala Saint Maurille en el Centro Saint Jean.
La asociación Pierre Thézé de Angers , situada en el nº56 de la rue Jean Bodin, está dedicada a dar a conocer la obra del artista, mediante la presentación de exposiciones, edición de libros, monografías y catálogos.

## Obras
Entre las mejores y más conocidas obras de Pierre Theze se incluyen las siguientes:
- Aphrodite et Thésée, 1945, relieve en yeso, conservado en la ENSBA de París. Representa los cuerpos desnudos de Afrodita y de Teseo arrodillado.
- viacrucis del Seminario de Angers
- Relieve de Adan y Eva, (hacia 1940)
- Busto del cardenal Suhard (1874-1949) , bronce de 1954. Conservado en el seminario de Laval

## Museos
El Museo de Bellas Artes de Angers. conserva, algunas obras de Pierre Thézé. Entre otras una escultura -tótem de 1985